# 정현경 (방송인)
정현경(1974년 9월 22일 ~ )은 EBS 한국교육방송공사 아나운서를 지낸 프리랜서 아나운서이다. 종교는 천주교(세례명: 안나)이다.

## 주요 경력
- 1997년 EBS 한국교육방송공사 아나운서.
- 2012년 6월을 기하여 프리랜서 아나운서 선언.

## 학력
- 숙명여자대학교 교육학과 학사

## 이외 경력
- 2012년 숭의여대 전임강사.

## 진행

### TV 프로그램
- 1997.9 ~ 2001.8 《EBS 교육문화뉴스》
- 2001.3 ~ 2002.2 《EBS 현장속으로》
- 2002.3 ~ 2003.2 《Inside  Culture 문화，문화인》
- 2002.3 - 2003.2 《지금은 시청자 시대》
- 2003.3 - 2004.8 《일요초청특강》
- 2004.3 - 2005.2 《일과 사람들》
- 2005.5 - 2009.2 《대학입시가이드》
- 2009.12 - 2011.2 《생방송 교육마당》
- 2010.4 - 2012.2 《TV 입학사정관》

### 라디오 프로그램
- 2017년~2020년 《아름다운 동요세상》